# サンドパン (新潟県の菓子パン)
サンドパンは菓子パンの一種。新潟県内で製造・販売されている。

## 概要
コッペパンにバタークリーム、またはショートニングクリームを挟んだ菓子パンで、昭和10年代から新潟県内のパン屋で製造・販売されている。新潟県内ではサンドパンを扱うパン屋は上越地方と中越地方に多い。

## 名前の由来
販売当初、バタークリームは高価だったためショートニングクリームを使っていたが、クリームの品質が悪く砂糖の食感が残った状態だったため、それが砂のようだったことからサンド（砂）パンと呼ばれるようになったという説がある。

## 新潟県外にある同様のパン
- イギリストースト - 青森県で販売されている菓子パン
- 牛乳パン - 長野県で販売されている菓子パン
- じゃりパン - 宮崎県で販売されている菓子パン